# Port lotniczy Casper/Hrabstwo Natrona
Port lotniczy Casper/Hrabstwo Natrona (IATA: CPR, ICAO: KCPR) – port lotniczy położony w Casper, w stanie Wyoming, w Stanach Zjednoczonych.